# Mainfeldzug
Dermbach/Rossdorf/Zella/Wiesenthal – Kissingen/Hammelburg – Laufach/Frohnhofen – Aschaffenburg – Hundheim – Tauberbischofsheim – Werbach – Helmstadt/Uettingen – Gerchsheim – Uettingen/Roßbrunn/Hettstadt
Unter dem Begriff Mainfeldzug werden die Operationen der preußischen Main-Armee im Deutschen Krieg von 1866 zwischen dem 1. und 27. Juli 1866 zusammengefasst. Der preußischen Main-Armee standen das VII. und VIII. Korps der deutschen Bundesarmee entgegen, in denen die Truppen der süddeutschen Verbündeten Österreichs kämpften.

## Beteiligte Großverbände

### Die preußische Main-Armee
Nachdem die preußischen Truppen (Generalkommando VII. Armee-Korps) unter dem Oberbefehl von Eduard Vogel von Falckenstein die Armee des Königreichs Hannover nach der Schlacht bei Langensalza umstellt und deren Kapitulation am 29. Juni 1866 erzwungen hatten, wurden diese preußischen Verbände unter der Bezeichnung Main-Armee zusammengefasst. Sie sollte gegen die süddeutschen Verbündeten Österreichs vorgehen.
Nach seinem Einmarsch in Frankfurt wurde der Befehlshaber der preußischen Mainarmee Vogel von Falckenstein abberufen und durch Edwin von Manteuffel ersetzt. Außerdem wurde die Armee verstärkt. In ihr waren auch kleinere Verbände der mit Preußen verbündeten deutschen Staaten Herzogtum Sachsen-Coburg und Gotha, Großherzogtum Oldenburg, Fürstentum Lippe und der Freien Hansestadt Bremen integriert, die Einheiten der freien Hansestädte Hamburg und Lübeck kamen für einen Kampfeinsatz zu spät.
Die preußische Main-Armee bestand aus drei Divisionen
13. Infanterie-Division unter Generalleutnant August Karl von Goeben
kombinierte Division unter Generalmajor Gustav Friedrich von Beyer
kombinierte Division, zunächst unter Edwin von Manteuffel, später unter Generalmajor Eduard Moritz von Flies
Ordre de Bataille der preußischen Main-Armee in zeitgenössischer Darstellung:

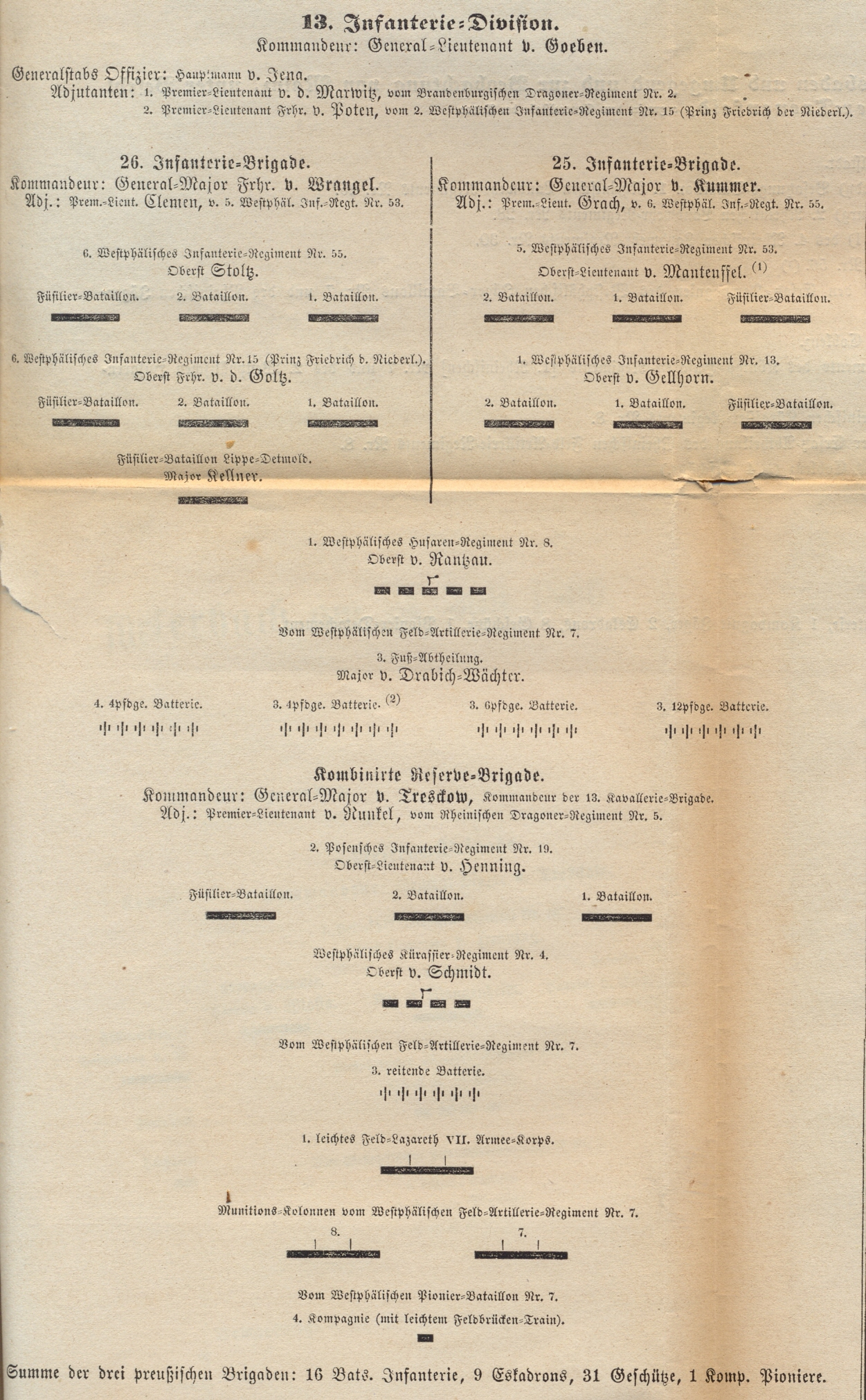
13. Inf.Div. in der preußischen Main-Armee 1866
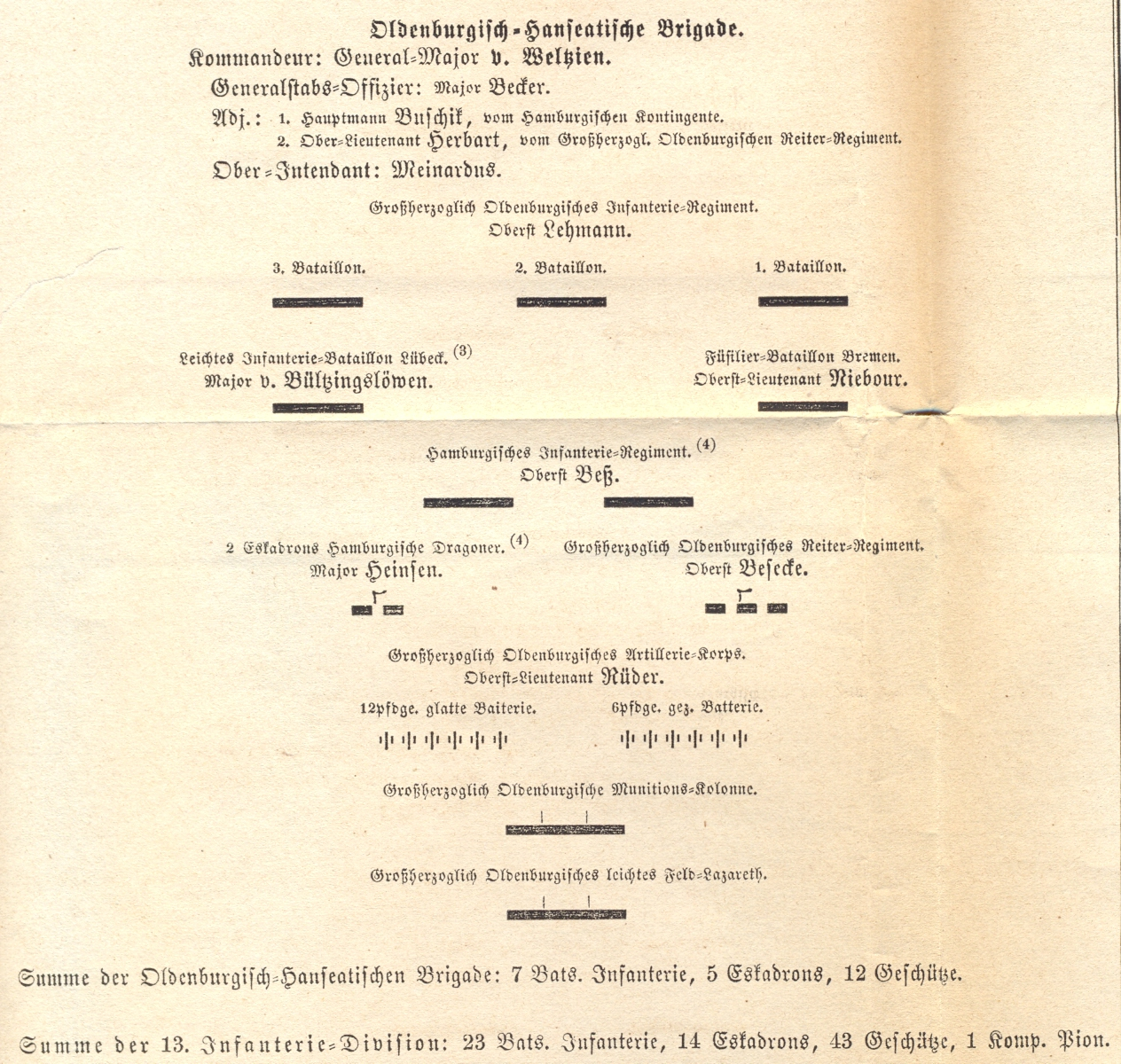
Old.-Hans. Brig Weltzien in der 13. Inf.Div. der preußischen Main-Armee 1866
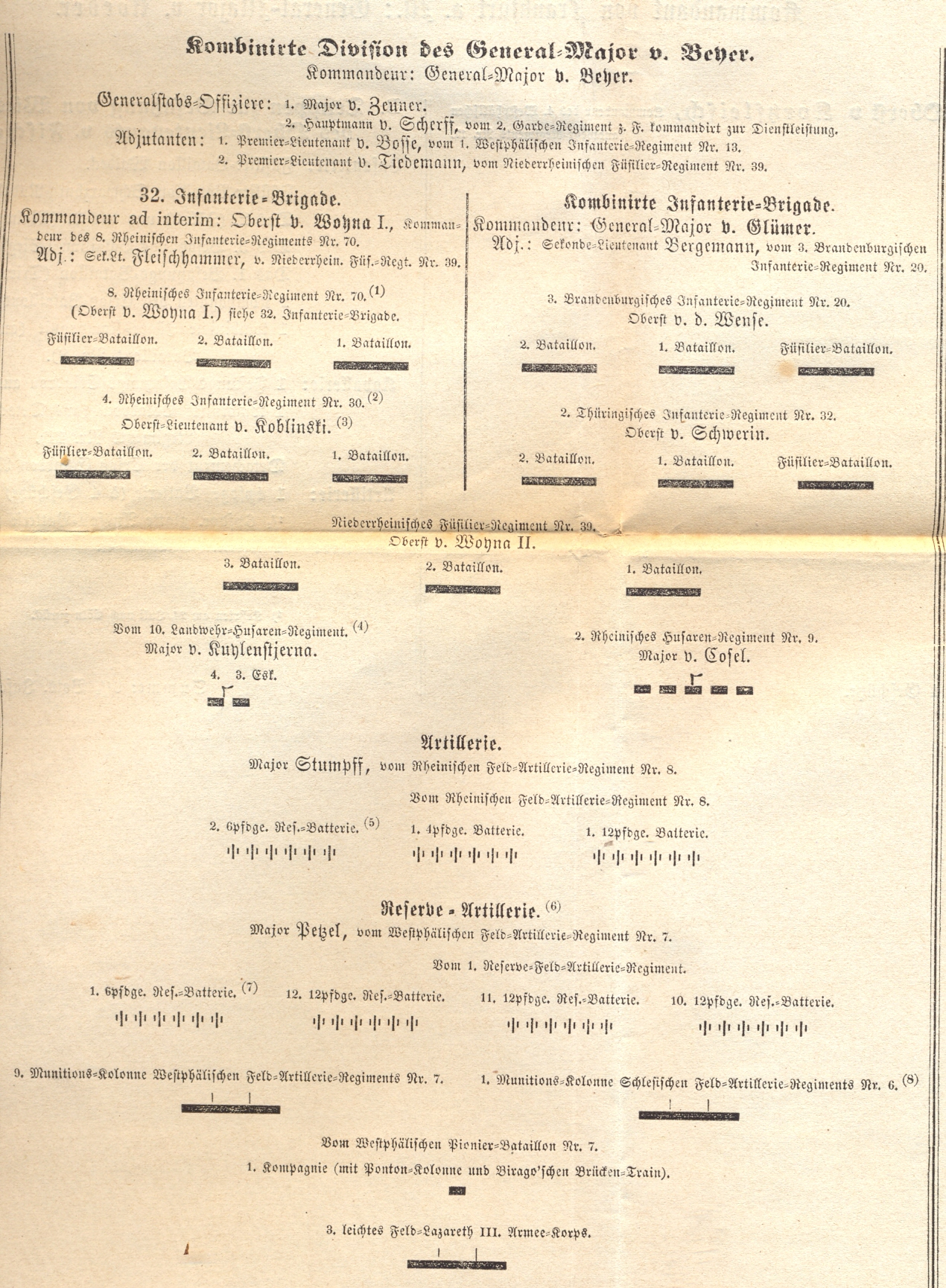
Komb.Div. Beyer in der preußischen Main-Armee 1866
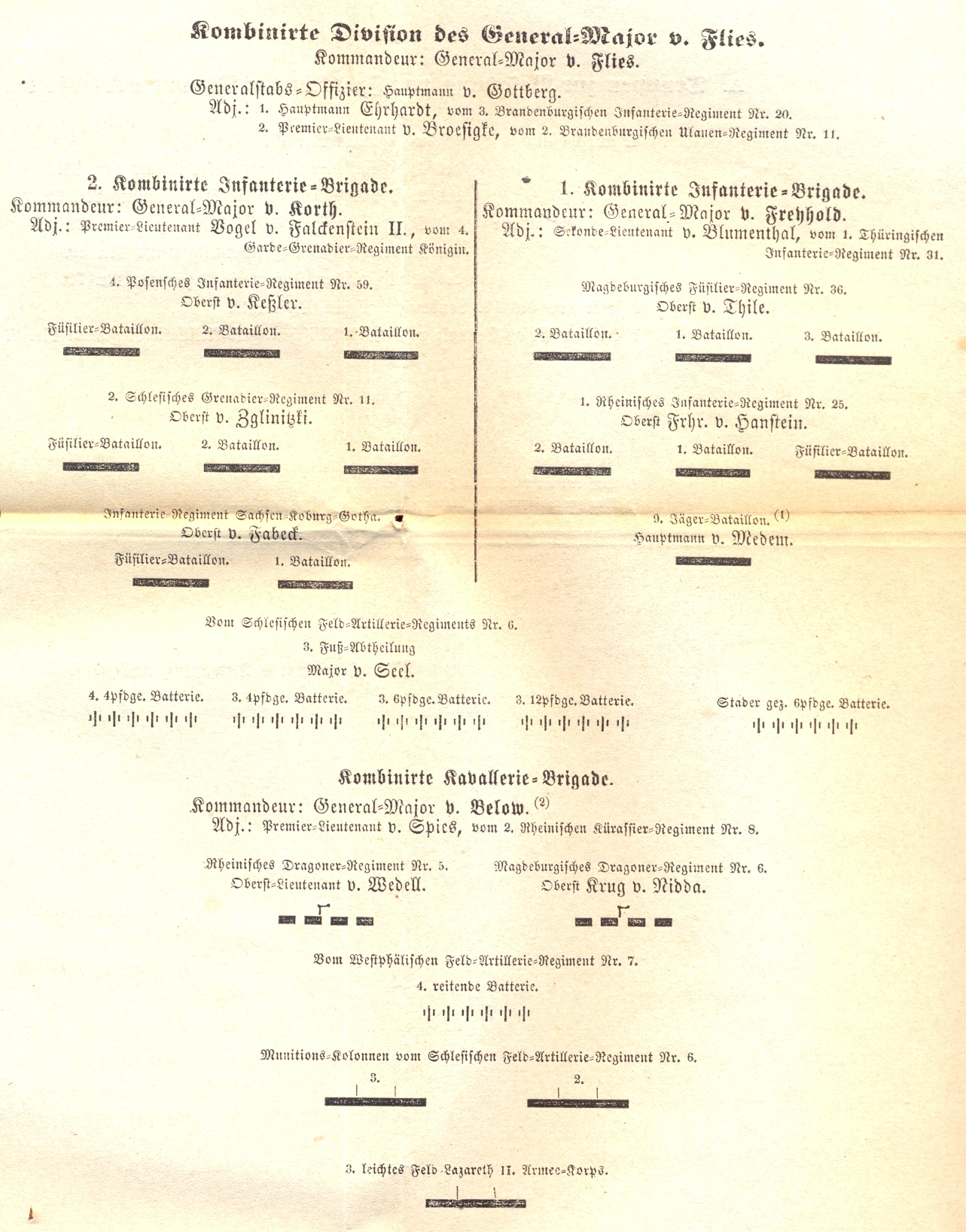
Komb.Div. Flies in der preußischen Main-Armee 1866

### Das VII. und VIII. Armeekorps des Deutschen Bundes
Das VII. Armee-Korps der Bundesarmee wurde durch die Bayerische Armee gebildet und stand unter dem Befehl des Prinzen Karl von Bayern. Karl von Bayern war zugleich Oberbefehlshaber der Bundestruppen in Süddeutschland (= Westdeutsche Armee) und es war das Ziel, die beiden Bundeskorps zusammen gegen die preußische Main-Armee in die Schlacht zu führen. Dies gelang allerdings nicht.
Das VIII. Korps der Bundesarmee bestand 1866 aus vier Divisionen unter dem Oberbefehl von Feldmarschallleutnant Prinz Alexander von Hessen-Darmstadt
1. (württembergische) Division unter Generalleutnant Oskar von Hardegg
2. (badische) Division unter Generalleutnant Prinz Wilhelm von Baden
3. (großherzoglich hessische) Division unter Generalleutnant Karl Pergler von Perglas
4. (österreichisch-nassauische) Division unter Feldmarschall-Leutnant Erwin von Neipperg
Ordre de Bataille des VIII. Bundes-Armee-Korps in zeitgenössischer Darstellung:

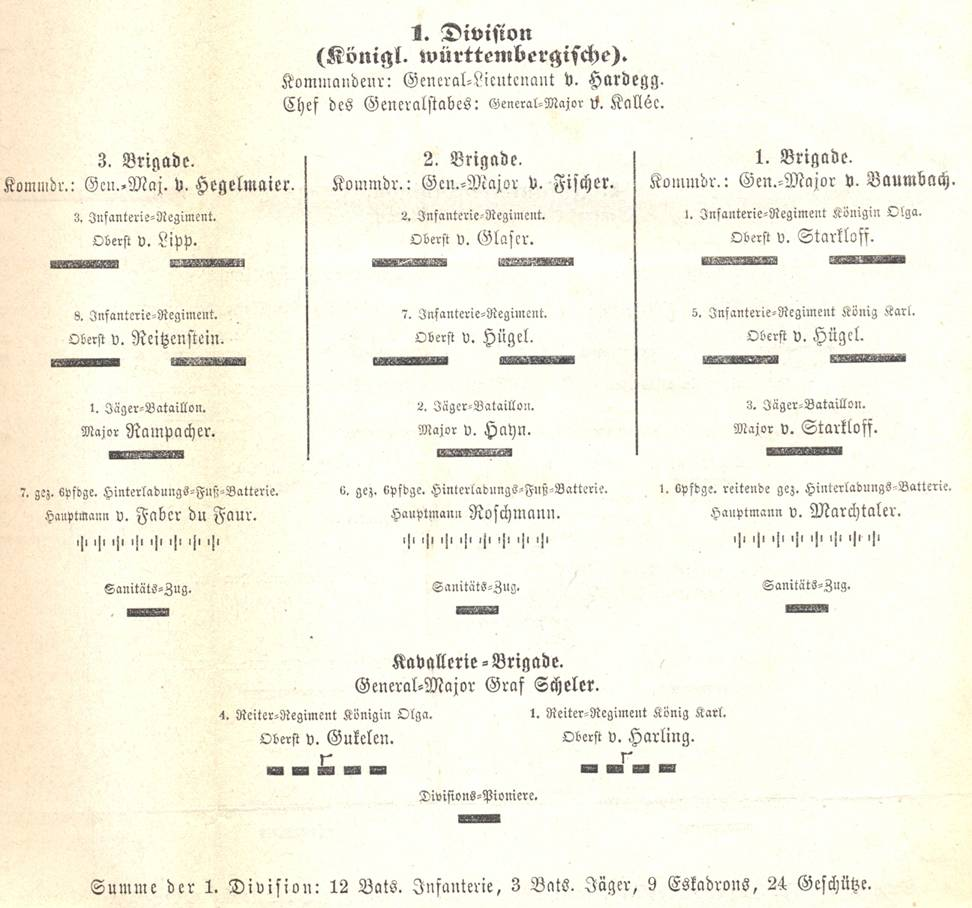
1. (württ.) Division im VIII. Bundes-Armee-Korps 1866
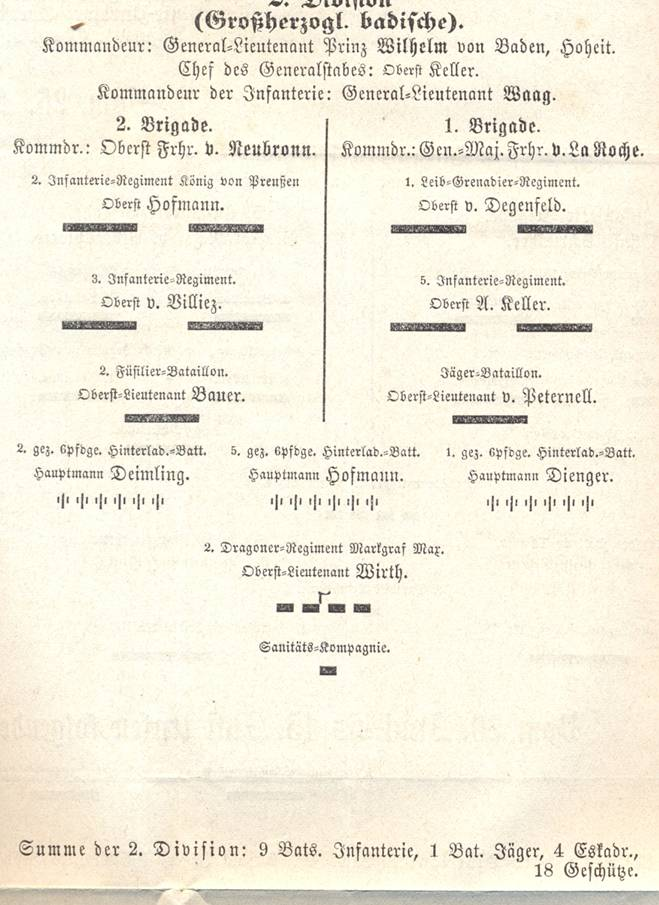
2. (bad.) Division im VIII. Bundes-Armee-Korps 1866
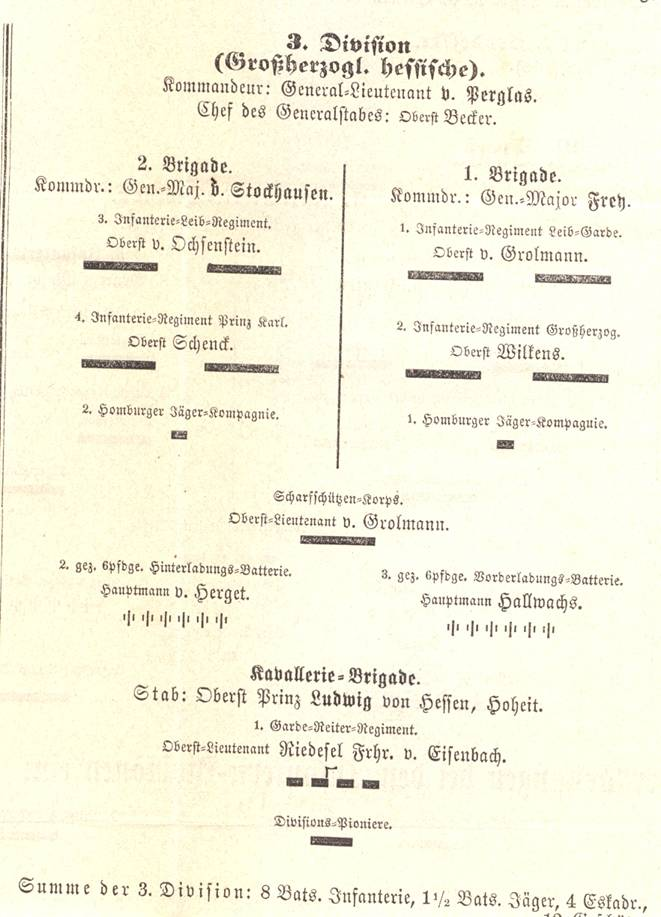
3. (hess.) Division im VIII. Bundes-Armee-Korps 1866
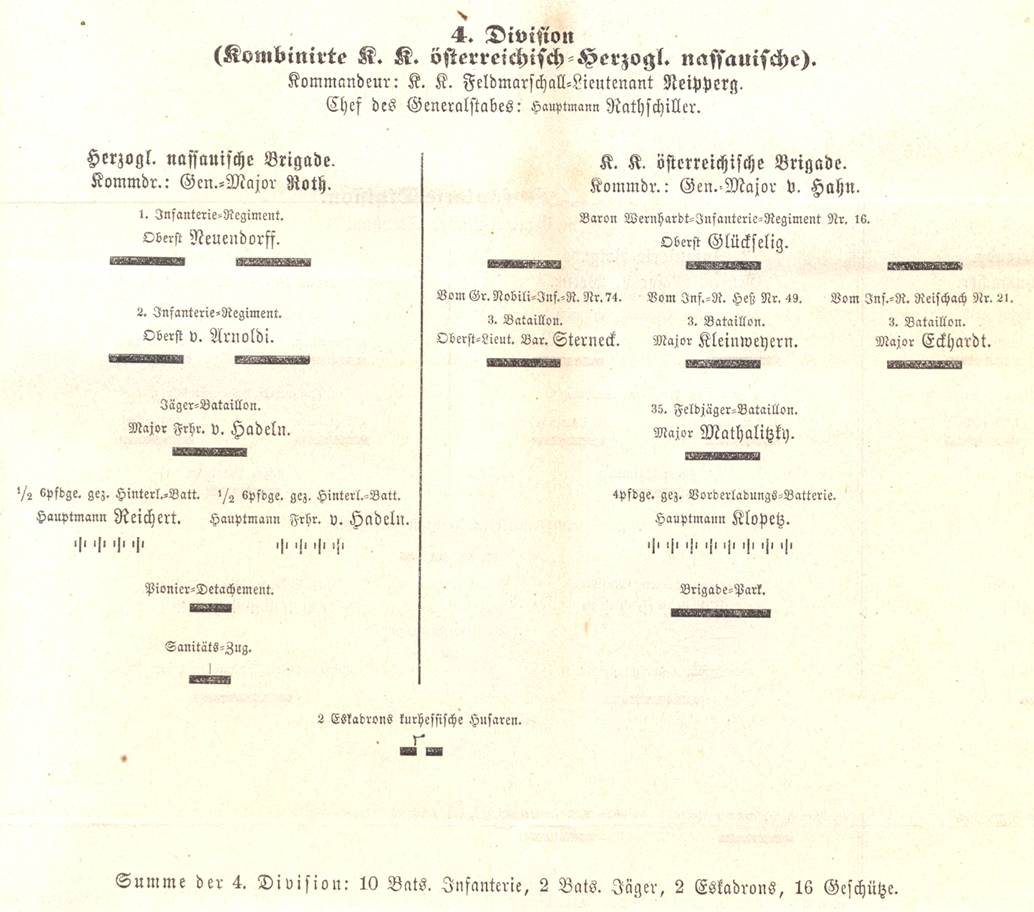
4. (kombinierte) Division im VIII. Bundes-Armee-Korps 1866
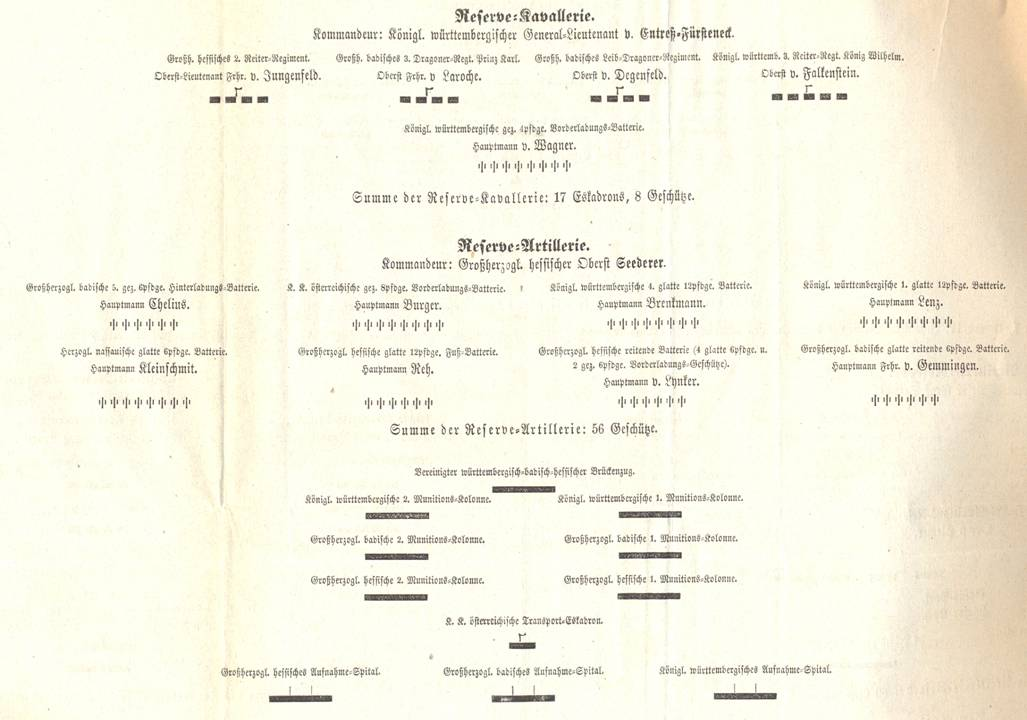
Reserve-Kavallerie und Reserve-Artillerie im VIII. Bundes-Armee-Korps 1866

## Vorgeschichte
Obwohl Prinz Karl von Bayern formal Oberbefehlshaber der Bundestruppen war, lag die faktische Befehlsgewalt über die einzelnen Truppenkontingente bei den jeweiligen Einzelstaaten. Alexander von Hessen-Darmstadt erhielt zusätzlich noch Befehle vom Bundestag in Frankfurt. Von Anfang an konnten sich die deutschen Bundesstaaten auf keine einheitliche Strategie und gemeinsames Handeln einigen, so dass das VII. (bayerische) Korps eine andere Strategie verfolgte als das VIII. Korps, welches wiederum in zwei Lager zerfiel, nämlich die beiden württembergischen und badischen Divisionen einerseits, die nur die Sicherung der eigenen Landesgrenzen anstrebten, sowie die hessen-darmstädtische und die österreichisch-nassauisch-hessische Division andererseits. Der Hauptteil der kurhessischen Armee hatte sich bis auf kleinere Einheiten bereits zu Kriegsbeginn in die Bundesfestung Mainz zurückgezogen und nahm nicht aktiv an Kampfhandlungen teil. Diese Uneinigkeit seitens des Deutschen Bundes ermöglichte es der preußischen Mainarmee, die getrennt operierenden Teile des Bundesheeres nacheinander anzugreifen und einzeln zu schlagen.
Für die süddeutschen Staaten bestand das Problem, dass der Krieg nach der Schlacht von Königgrätz (3. Juli 1866) militärisch bereits entschieden war, ehe ihre Truppen überhaupt Feindberührung hatten. Das heißt, dass die süddeutschen Staaten allenfalls noch auf die Verlustziffern, nicht aber auf den Kriegsausgang Einfluss nehmen konnten. Entsprechend zurückhaltend operierten die süddeutschen Armeen, die eher darauf bedacht waren, in Rückzugsgefechten ihre militärische Ehre zu retten, als sich auf eine ernsthafte Schlacht größeren Umfangs einzulassen.

## Verlauf

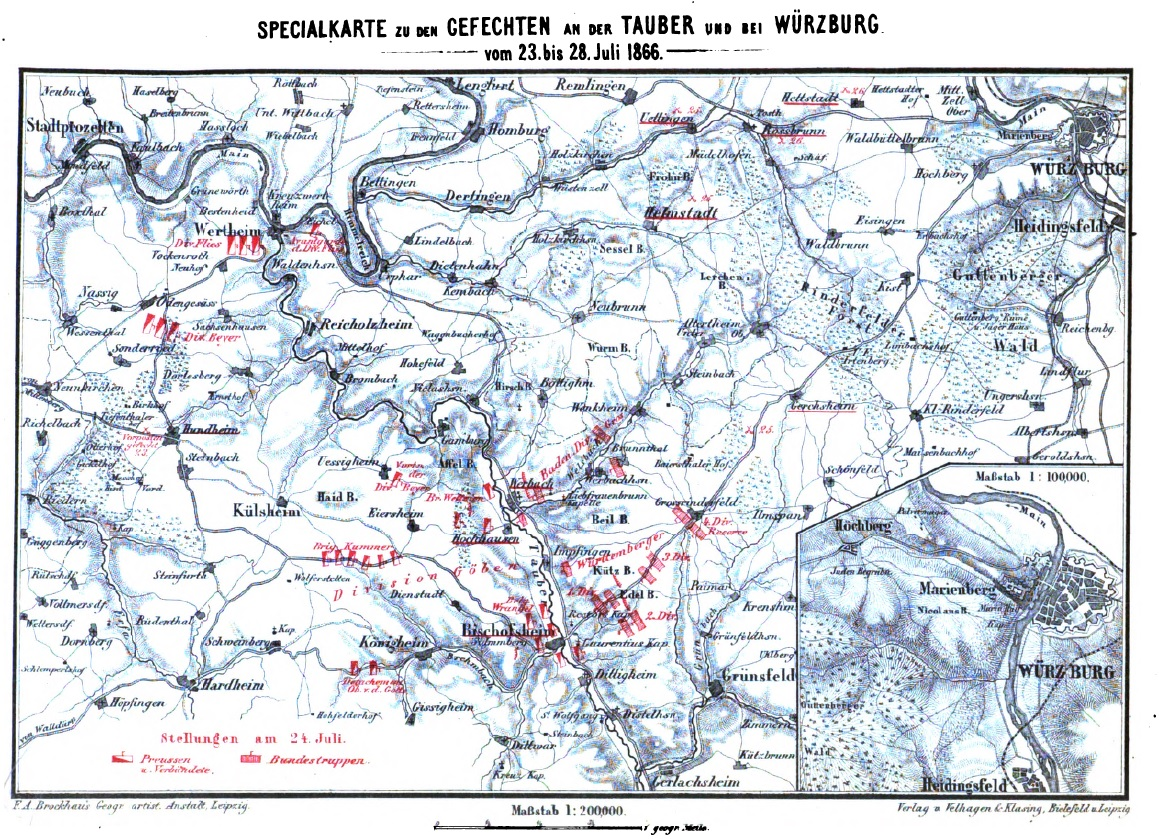
Karte zu den Gefechten vom 23. bis 27. Juli 1866 an der Tauber und bei Würzburg

Prinz Karl hatte geplant, dass sich die beiden Bundeskorps bei Hersfeld vereinigen sollten, um dann nach Norden zu ziehen und die Hannoveraner gegen die Preußen zu unterstützen. Die Bayern rückten deshalb nach Thüringen vor, das VIII. Korps vom Rhein-Main-Gebiet Richtung Fulda. Die Kapitulation der Hannoveraner nach der Schlacht von Langensalza machte diesen Plan hinfällig. Ein neuer Plan, sich bei Fulda zu vereinigen, wurde durch das schnelle Vorrücken der Preußen über die Rhön vereitelt. Das VIII. Bundeskorps zog sich Richtung Frankfurt zurück. Die Bayern räumten Thüringen nach verlorenen Gefechten bei Dermbach (4. Juli) und wollten die Preußen nun an der Fränkischen Saale aufhalten.
Nach den von den Preußen gewonnenen Gefechten am 10. Juli im Saaletal (Kissingen, Waldaschach, Hammelburg) zogen sich die Bayern weiter Richtung Würzburg zurück. Die Preußen wandten sich nun nach rechts und schlugen das VIII. Bundeskorps am 13./14. Juli bei Frohnhofen und Aschaffenburg. Damit war der Weg nach Frankfurt frei, das die Preußen kampflos besetzten. Das VIII. Bundeskorps hatte die Stadt zuvor geräumt und zog über den Odenwald nach Südosten um sich mit den bei Würzburg stehenden bayerischen Truppen für einen Gegenstoß neu zu formieren. Die preußische Mainarmee versuchte eine Vereinigung der Bundestruppen zu verhindern. Die Preußen rückten deshalb über das Taubertal nach, wobei es zu Gefechten bei Hundheim am 23. Juli und Tauberbischofsheim am 24. Juli kam. Die vorgerückte Bayerische Armee zog sich wieder Richtung Würzburg zurück, besetzte aber Berge und Höhenzüge bei Neubrunn, Helmstadt und Mädelhofen. Die Gefechte mit den nachrückenden Preußen am 25. Juli gingen alle verloren. Der spätere bayerische König Ludwig III. wurde dabei östlich von Helmstadt verwundet.
Kurz vor 4 Uhr am Morgen des 26. Juli wurde von den bayerischen Truppen das letzte Gefecht des Deutschen Krieges bei Uettingen und Roßbrunn eröffnet. Das letzte Kavalleriegefecht fand bereits um 11 und 12 Uhr bei den Hettstadter Höfen statt, wobei die gegenseitigen Reiterattacken, an denen auf bayerischer Seite das 6. Chevauleger-Regiment aus Bamberg und das 1. und 2. Kürassier-Regiment teilnahmen, eher dem Ruhme der beteiligten Dragoner und Husaren, als der Beeinflussung des Kriegsausganges galten:
- „Aus diesem Gesichtspunkte will das Reitergefecht bei den Hettstädter Höfen beurteilt sein. Den unsrigen (Preußen) wiewohl sie unterlagen, brachte es nicht Unehre; die Bayern aber waren glücklich über die gelungene Attacke“ Zitat aus Der deutsche Krieg 1866. von Theodor Fontane.

An diesem Tag sollen 236 bayerische und preußische Soldaten auf Uettinger Grund gefallen und ca. 1700 verwundet worden sein.
Nach einem kurzen Beschuss der Festung Marienberg am 26. Juli durch die Preußen wurde ein Waffenstillstand geschlossen. Damit war der eigentliche Mainfeldzug zu Ende.

### Exkurs: Die Operationen des preußischen II. Reserve-Korps in Bayern
Am 3. Juli 1866 hatte der preußische König noch die Aufstellung eines II. Reserve-Korps verfügt, das sich Mitte Juli in Leipzig sammelte und aus zwei kombinierten Divisionen bestand. Die erste Division umfasste Truppenteile aus dem Königreich Preußen und dem Herzogtum Anhalt, die zweite solche aus dem Großherzogtum Mecklenburg-Schwerin, sowie aus den Herzogtümern Braunschweig und Sachsen-Altenburg. Das etwa 25 000 Mann starke Korps stand unter dem Befehl des Großherzogs von Mecklenburg-Schwerin, Friedrich Franz II. Am 20. Juli begann das Korps seinen Vormarsch nach Süden über Werdau und Zwickau nach Altenburg. Über Werden und Plauen rückten die Verbände auf das bayerische Hof vor, das am 23. Juli ohne nennenswerte Kampfhandlungen eingenommen wurde. Dieser Einmarsch in Bayern bewirkte auch den Rückzug des bayerischen Armee-Korps von der Tauberlinie auf Würzburg, wodurch die Vereinigung des VII. und VIII. Bundes-Korps verhindert wurde.
Am 24. Juli wurden Münchberg, Oberkotzau, Volkmannsgrün und Kulmbach wieder nahezu kampflos besetzt. Am 27. Juli – einen Tag nach dem Gefecht bei Uettingen und Roßbrunn – war die gesamte 1. Division im Raum Münchberg versammelt. Während im Raum Würzburg eine örtliche Waffenruhe vereinbart wurde, bestand beiderseits bei den Truppen Unklarheit, ob diese auch im Raum Hof-Bayreuth gelten sollte. Preußen und Bayern waren bestrebt, vor der Vereinbarung eines allgemeinen Waffenstillstands möglichst große Gebietsteile von Bayern zu besetzen, um die Ausgangsposition für Friedensverhandlungen zu verbessern. Am 28. Juli wurden Berneck und Bayreuth von den Preußen eingenommen, während gleichzeitig Prinz Karl und General von Manteuffel über einen Waffenstillstand verhandelten. Am 29. Juli kam es südöstlich von Bayreuth, bei Seybothenreuth nochmals zu einem Gefecht, wobei das IV. Bataillon des bayerischen Infanterie-Leib-Regiments unter Major Joseph von Joner-Tettenweiß und Hauptmann Maximilian von Parseval zersprengt wurde. Auf bayerischer Seite gab es sechs Tote. Auf preußischer Seite kamen hier auch noch die am bisherigen Kriegsverlauf unbeteiligten Verbände aus Mecklenburg-Schwerin erfolgreich zum Einsatz. Am 30. Juli begann der Vormarsch der Mecklenburger auf Erlangen und Nürnberg, das am 31. Juli kampflos eingenommen wurde. Die preußische Fahne auf der alten Hohenzollernburg hatte symbolische Bedeutung. Nach Abschluss des Friedensvertrages verließen die letzten Verbände der Preußen und deren Alliierter am 10. September 1866 Bayern.
Der Preußischen Mainarmee unter dem Befehl von General Edwin von Manteuffel erlaubte der damalige Pfarrer in Eisingen Anton von Scholz im Sommer 1866 die Einrichtung des Hauptquartiers im Pfarrhaus in Eisingen. Dort wurden die Waffenstillstandsverträge mit dem Königreich Bayern, dem Königreich Württemberg, dem Großherzogtum Baden, dem Großherzogtum Hessen (Hessen-Darmstadt) und dem Herzogtum Nassau unterzeichnet, die die Kämpfe in Süddeutschland beendeten.

## Gründe der Niederlage
Die Gründe der Niederlage dürften in der einheitlichen Führungsstruktur der unter preußischem Oberbefehl siegreichen Truppen zu suchen sein bzw. in der Uneinigkeit sowie der völlig unzureichenden Aufklärung des VII. und VIII. Bundeskorps, weniger jedoch in der angeblich technischen Überlegenheit des preußischen Zündnadelgewehrs.
Die Preußen errechneten für den Mainfeldzug eine durchschnittliche Trefferquote von nur 0,9 % aller durch preußische Soldaten abgegebenen Schüsse.
Schon im Gefecht von Kissingen hatte sich die preußische Feuerdisziplin der bayerischen als überlegen gezeigt: Bayerische Bataillone hatten in kürzester Zeit mit ihren Vorderladern ihre Taschenmunition in Höhe von 80 Patronen verschossen, während das am stärksten beanspruchte preußische Bataillon noch nicht einmal die Hälfte der 60 Patronen Taschenmunition pro Mann verbraucht hatte.
Noch Jahrzehnte später erinnerte sich das bayerische und württembergische Offizierskorps an den „Badischen Verrat“, also die mangelnde Unterstützung bayerischer Truppen durch das badische Kontingent, die noch im Jahre 1866 publizistische Kritik hervorgerufen hatte. Die Bayerische 3. Infanterie-Division unter dem Befehl des Prinzen Luitpold, des späteren Prinzregenten, hatte ihre Munition verschossen und ersuchte die badischen Truppen unter dem Befehl von Wilhelm von Baden um Hilfe. Der badische Kommandeur verweigerte sie. Auch „die badische Artillerie that, wie bekannt, am 25. keinen Schuß, um die 3. bayerische Infanterie-Division bei Helmstadt zu unterstützen.“
Schon 1869 äußerte der bayerische Kriegsminister Siegmund von Pranckh, als Baden um Informationen zum Werder-Gewehr M/1869 bat und dabei auf die Eintracht und Solidarität sowie die einheitliche Munitionsversorgung im Korps hinwies: „Ich kann die Bemerkung (…) nicht unterdrücken, wie es fast ironisch klingt, aus Baden, dessen Armee Divisions Commando bekanntlich am 25. Juli 1866 der zunächst gestandenen bayr. 3.Inf. Division jede erbetene Unterstützung verweigert hat, an die Vortheile gleicher Bewaffnung u. dadurch ermöglichten Munitions Austausches erinnert zu werden!“
Die Bayerische Armee machte nicht zuletzt die Spar- und Abrüstungspolitik des Landtags für die Niederlage verantwortlich. Mehr als drei Schuss hatte kaum ein Infanterist vorher jemals abgegeben. Durch die stets vom Parlament verabschiedeten Haushaltskürzungen sah sich das Kriegsministerium nicht in der Lage, Manöver oberhalb der Brigadeebene durchzuführen. Außer Prinz Karl und dem Fürsten Karl Theodor von Thurn und Taxis hatte kein bayerischer General jemals eine Division kommandiert. Schließlich führte die Niederlage im Mainfeldzug zur Reorganisation der Bayerischen Armee im Jahre 1868 durch Siegmund von Pranckh.
Ein persönliches Zeugnis gab der Oberbefehlshaber des VIII. Bundeskorps, Prinz Alexander von Hessen-Darmstadt ab, als er schrieb: „Die Mängel der deutschen Bundeskriegsverfassung waren mir bekannt; ich mußte aber voraussetzen, daß die Staaten, welche sich entschlossen hatten, ihr gutes Recht mit den Waffen der Hand zu vertheidigen, auch bereit wären, die nothwendigen Opfer zu bringen. Und darin hatte ich mich getäuscht; keiner der bundestreuen Staaten, mit alleiniger Ausnahme des Großherzogthums Hessen, stand gerüstet da. Als Preußen bereits seine Kriegszwecke erreicht hatte, und es mithin zu spät war, gelangte endlich die westdeutsche Bundes-Armee zur nothdürftigen Aufstellung. … Seit 26 Jahren war das 8. Korps nicht mehr vereinigt worden; die Generale kannten sich kaum gegenseitig, und keiner von ihnen, mit Ausnahme der österreichischen, hatte einen ernsten Feldzug mitgemacht.“
Luitpold von Bayern, der spätere Prinzregent, resümierte lakonisch: „Zucht, Schulung, und intelligente Führung sind es, welche fehlen.“